# Scott Darling
Scott Darling (* 22. Dezember 1988 in Lemont, Illinois) ist ein US-amerikanischer Eishockeytorwart, der zuletzt bis Februar 2021 probeweise bei den Rockford IceHogs aus der American Hockey League unter Vertrag stand.

## Karriere
Darling begann seine Karriere in der Saison 2005/06 und hütete das Tor für die Chicago Young Americans und die North Iowa Outlaws. In der folgenden Saison stand er für die Capital District Selects in der EJHL auf dem Eis. Er schloss die Saison mit dem höchsten Fangquote (92,4 %) aller Torhüter ab. Im Jahr 2007 wurde er sowohl im NHL Entry Draft 2007 von den Phoenix Coyotes in der sechsten Runde an insgesamt 153. Position als auch im USHL Entry Draft von den Indiana Ice in der vierten Runde an insgesamt 40. Position ausgewählt. In der Saison 2007/08 spielte er in der United States Hockey League für die Indiana Ice und konnte mit dem Team die Playoffs erreichen. In den folgenden zwei Spielzeiten stand er für die University of Maine im Kasten.
Zwischen 2010 und 2014 stand er für insgesamt zehn verschiedene Clubs in verschiedenen Ligen unter Vertrag. Mehr als 20 Einsätze hatte er in der Saison 2010/11 bei den Louisiana IceGators, 2011/12 bei den Mississippi RiverKings, 2012/13 bei den Wheeling Nailers und 2013/14 bei den Milwaukee Admirals.
Anfang 2014 wurde Darling von den Chicago Blackhawks verpflichtet und wurde vorerst hauptsächlich bei den Rockford IceHogs, dem Farmteam der Blackhawks, eingesetzt. Sein NHL-Debüt gab er beim 2:1-Heimerfolg der Blackhawks gegen die Ottawa Senators am 26. Oktober 2014; der erste Shutout gelang ihm am 18. März 2015 beim 1:0-Auswärtssieg gegen die New York Rangers. Am Ende der Saison 2014/15 gewann er mit den Blackhawks den Stanley Cup und etablierte sich anschließend in deren NHL-Aufgebot.
Nach drei Jahren in Chicago gaben ihn die Blackhawks im April 2017 im Tausch für ein Drittrunden-Wahlrecht im NHL Entry Draft 2017 an die Carolina Hurricanes ab. Die Hurricanes sicherten sich damit allerdings vorerst nur die Verhandlungsrechte an Darling, da sein Vertrag zum 1. Juli 2017 auszulaufen drohte. Schließlich unterzeichnete er im Mai 2017 einen neuen Vierjahresvertrag bei den Hurricanes und soll fortan ein durchschnittliches Jahresgehalt von 4,15 Millionen US-Dollar beziehen. Bei der Weltmeisterschaft 2018 nahm der Torhüter zudem erstmals an einem internationalen Turnier teil und gewann dort mit der Nationalmannschaft der USA die Bronzemedaille. Mit Beginn der Saison 2018/19 verlor Darling jedoch seinen Stammplatz bei den Hurricanes an Curtis McElhinney und Petr Mrázek, sodass er zeitweise zu den Charlotte Checkers in die AHL geschickt wurde. Schließlich endete seine Zeit in Carolina im Juni 2019 vorzeitig, als er samt einem Sechstrunden-Wahlrecht für den NHL Entry Draft 2020 an die Florida Panthers abgegeben wurde. Im Gegenzug wechselte Torhüterkollege James Reimer zu den Hurricanes. Die Panthers wiederum bezahlten Darling die zwei verbleibenden Jahre seines Vertrages sofort aus (buy-out), sodass er sich anschließend auf der Suche nach einem neuen Arbeitgeber befand.
Anfang November 2019 gab der österreichische Club HC Innsbruck die Verpflichtung Darlings bekannt. Dort war er eine Saison aktiv, bevor er im Januar 2021 probeweise zu den Rockford IceHogs zurückkehrte, bei denen er jedoch nach einem AHL-Einsatz keinen festen Vertrag erhielt.

## Erfolge und Auszeichnungen
- 2013 AHL-Torwart des Monats Dezember
- 2015 Stanley-Cup-Gewinn mit den Chicago Blackhawks
- 2018 Bronzemedaille bei der Weltmeisterschaft

## Karrierestatistik
Stand: Ende der Saison 2020/21

### International
Vertrat die USA bei:
- Weltmeisterschaft 2018

(Legende zur Torhüterstatistik: GP oder Sp = Spiele insgesamt; W oder S = Siege; L oder N = Niederlagen; T oder U oder OT = Unentschieden oder Overtime- bzw. Shootout-Niederlage; Min. = Minuten; SOG oder SaT = Schüsse aufs Tor; GA oder GT = Gegentore; SO = Shutouts; GAA oder GTS = Gegentorschnitt; Sv% oder SVS% = Fangquote; EN = Empty Net Goal; 1 Play-downs/Relegation; Kursiv: Statistik nicht vollständig)